# Miłość jak dynamit
Miłość jak dynamit – siódmy studyjny album polskiej rockowej grupy muzycznej Sztywny Pal Azji, wydany po jej reaktywacji, 22 lutego 2008 roku. 
Okładką płyty jest jednocześnie komiks autorstwa Mirosława Urbaniaka, zawierający w sobie teksty piosenek.

## Skład
- Bartosz Szymoniak – śpiew
- Jarosław Kisiński – gitara
- Jacek Śliwczyński – gitara basowa
- Zbigniew Ciaputa – perkusja
- Ryszard Wojciul – saksofon i instrumenty klawiszowe

Przy tworzeniu piosenek "Drag Queen", "Tolek i Karioka" oraz "Laptop" pomagał Paweł Nazimek, basista T.Love. Oprócz tego w nagraniach wzięli udział gościnnie:
- Monika Szulińska – instrumenty perkusyjne
- Marcin Barycki – gitara akustyczna, kaczka
- Jacek Namysłowski – puzon
- Jerzy Małek – trąbka
- Zuzanna Bartosz – głos

## Utwory
| Lp. | Tytuł                      | Czas trwania | Słowa                   | Muzyka                                                |
| --- | -------------------------- | ------------ | ----------------------- | ----------------------------------------------------- |
| 1   | Drag Queen                 | 3:52         | J. Kisiński             | J. Kisiński, Paweł Nazimek                            |
| 2   | Singiel                    | 2:56         | J. Kisiński             | J. Kisiński, R. Wojciul, B. Szymoniak                 |
| 3   | Tolek i Karioka            | 2:38         | J. Kisiński             | J. Kisiński, P. Nazimek, B. Szymoniak                 |
| 4   | Kalifornia (Tak jak Lynch) | 2:54         | J. Kisiński             | J. Kisiński                                           |
| 5   | Lot 007                    | 3:13         | J. Kisiński             | J. Kisiński, J. Śliwczyński                           |
| 6   | Kostium Davida Byrne       | 3:31         | J. Kisiński             | J. Kisiński, R. Wojciul, B. Szymoniak                 |
| 7   | Easy Deutsch               | 2:34         | J. Kisiński             | J. Kisiński                                           |
| 8   | Zamiast złota              | 3:58         | J. Kisiński             | J. Kisiński, R. Wojciul                               |
| 9   | Miłość jak dynamit         | 3:18         | J. Kisiński             | J. Kisiński, R. Wojciul, B. Szymoniak                 |
| 10  | Kiedy mówisz mi            | 3:00         | J. Kisiński             | J. Kisiński, R. Wojciul, B. Szymoniak                 |
| 11  | Chociaż to mój wróg        | 4:28         | J. Kisiński             | J. Kisiński, R. Wojciul, B. Szymoniak, J. Śliwczyński |
| 12  | Laptop                     | 3:03         | J. Kisiński, P. Nazimek | J. Kisiński, B. Szymoniak                             |
| 13  | Lovely Jane                | 4:36         | J. Kisiński             | J. Kisiński, R. Wojciul, B. Szymoniak                 |
| 14  | Na dwie szuflady           | 3:27         | J. Kisiński             | J. Kisiński, R. Wojciul, B. Szymoniak, J. Śliwczyński |